# Edipo re (film 1968)
Edipo re è un film del 1968 diretto da Philip Saville e tratto dall'omonima tragedia di Sofocle.

## Trama
Edipo diventa re della città di Tebe, ma ben presto si accorge di aver ucciso il padre e sposato la madre, dato che da piccolo egli era stato abbandonato, così si acceca per la disperazione.

## Produzione
Le riprese del film iniziarono nell'agosto 1967 nell'Epiro, in Grecia, nel comune di Giannina. Gran parte del film è stato girato a Dodoni in un antico anfiteatro, da allora convertito in sito archeologico.
Molti dei membri del cast provenivano dalla Royal Shakespeare Company.

## Distribuzione
Il film è stato distribuito nel Regno Unito nel giugno 1968, dalla Rank Film Distributors. Non è stato distribuito in Europa e negli Stati Uniti fino agli anni '70 e '80, dopo che l'uscita legale e i diritti di distribuzione sono stati concessi all'home video e alla TV.

## Accoglienza

### Critica
Nonostante il calibro degli attori, il film non è stato universalmente ben accolto. Il New York Magazine lo descrisse come "quasi comico" in una recensione del settembre 1968; una recensione del 1972 lo definiva "Una produzione elaborata, eccessivamente accademica e senza molta forza o merito cinematografico." Leonard Maltin nel 2006 disse che "la versione cinematografica dell'opera di Sofocle va bene per gli studenti che hanno un test il giorno dopo, ma gli altri non apprezzeranno questa versione."
Tuttavia, nel 1968 l'Illustrated London News ne elogiò la "fluidità cinematografica" e Jon Solomon nel 2001 disse che il film era "distinto per l'intensità e la bella recitazione", con l'Edipo di Plummer che vantava "un personaggio del titolo arrogante e volitivo". Tuttavia, Solomon ha anche osservato che il film "non avrebbe mai vinto il primo premio in un antico concorso ateniese.